# Paul Henri Fischer
Paul Henri Fischer, född 7 juli 1835 i Paris, död där 29 november 1893, var en fransk läkare, zoolog och paleontolog.
Fischer var assistent vid Muséum national d'histoire naturelle i Jardin des plantes i Paris. Han är särskilt känd som författare av ett stort antal artbeskrivande och faunistiska arbeten över blötdjuren.